# Языки Луганской области

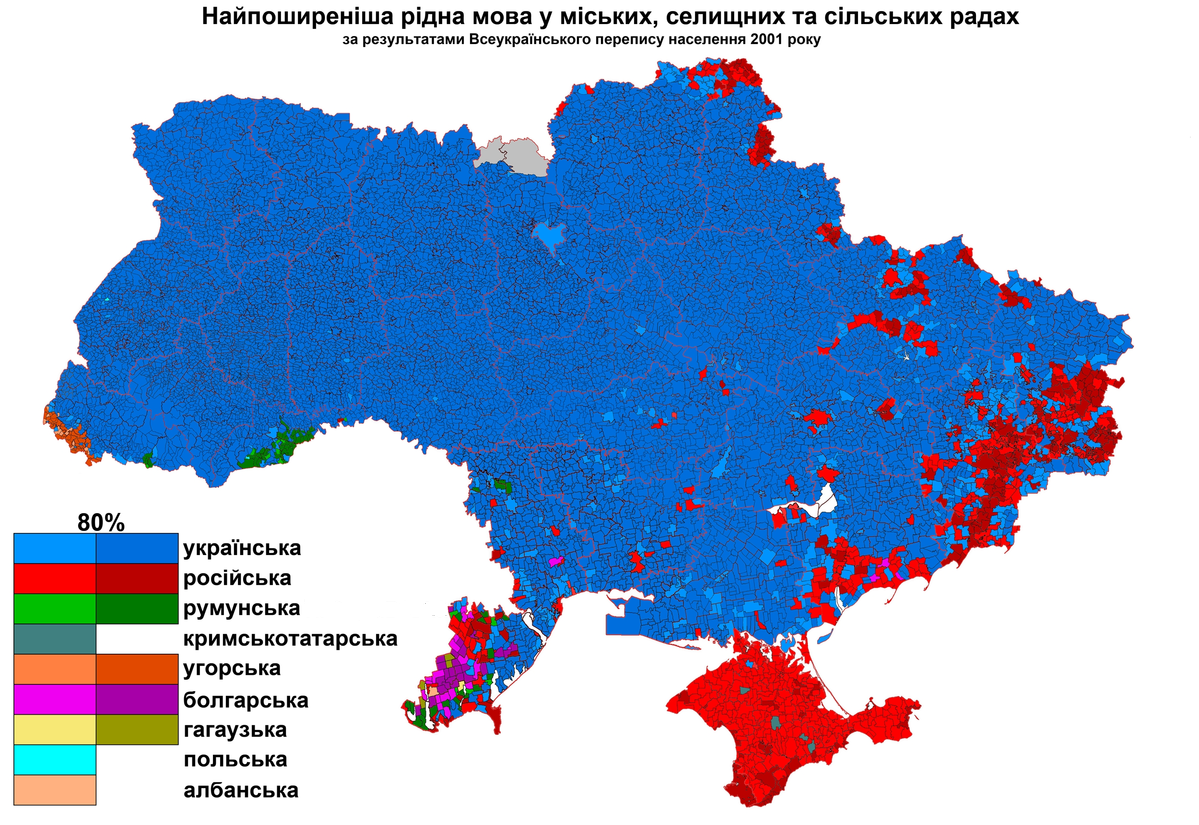
Языковая карта Луганской области характеризуется разнообразием: по переписи 2001 года полоса сплошного русскоязычия занимает наиболее урбанизированную и густонаселённую центральную часть области. В целом для области характерна языковая чересполосица: различные по размеру полосы с преобладанием русского языка чередуются с полосами преобладания украинского

Согласно действующему законодательству Украины, единственным официальным языком на всей территории Луганской области является украинский язык. Во время последней на данный момент переписи населения Украины в 2001 году его родным назвали 30,0 % населения региона, в то время как русский — 68,8 %. После принятия закона о языках в июле 2012 года русский язык получил на большей части территории области статус регионального языка. При этом в результате политики украинизации образования в период после обретения Украиной независимости, в области наблюдается дефицит русскоязычных образовательных учреждений всех уровней, что фактически приводит к быстрому переходу на украинский язык сложившейся за десятилетия образовательной вертикали на русском языке (детский сад — школа — профтехучилища, техникумы или колледжи — вузы).
С 2014 года, в ходе российско-украинской войны, находящаяся под российской оккупацией часть Луганской области подвергается русификации.

## Общая терминология
Луганская область характеризуется повышенной концентрацией русскоязычного населения, которое в целом преобладает на её территории (68,8 % против 29,6 % по Украине в целом по переписи 2001 года). По доле лиц, считающих русский язык родным, область занимает четвёртое место на Украине после Севастопольского горсовета (90,6 %), АР Крым (77,0 %) и Донецкой области (74,9 %). Особенностью этноязыковой динамики Луганской области (как и соседней Донецкой) является несовпадение этнических и языковых тенденций в период после распада СССР: несмотря на сокращение доли жителей области, считающих себя этническими русскими, происходит рост доли считающих русский язык родным при сокращении доли русскоязычных по Украине в целом. При этом несовершенный механизм учёта всех нюансов этноязыковой картины населения Украины, Госкомстат, в ходе переписей населения не оперирует такими понятиями как язык домашнего обихода, рабочий язык, не учитывает два или более этнических происхождения переписываемых, два или более родных языка, два или более языка домашнего обихода и т. д. (как это делается, например, в Молдавии или Канаде).

## История

### Данные переписей населения

Языковые группы Российской империи по переписи 1897 года (уезды и города с преобладанием украиноязычного населения жёлтым)

По данным переписи населения Российской империи 1897 года, административные единицы, вся территория которых сегодня является частью Луганской области и составляет бо́льшую часть подчинённых ей земель, характеризовались преобладанием украинского языка:
- Старобельский уезд — украинский язык — 83,39 %, русский язык — 14,73 %, белорусский язык — 1,48 %
  - сельская местность Старобельского уезда — украинский язык — 83,53 %, русский язык — 14,58 %, белорусский язык — 1,52 %
  - г. Старобельск — украинский язык — 78,47 %, русский язык — 20,28 %
- Славяносербский уезд — украинский язык — 50,48 %, русский язык — 45,37 %, идиш — 1,51 %
  - сельская местность Славяносербского уезда — украинский язык — 54,87 %, русский язык — 42,17 %
  - г. Славяносербск — русский язык — 51,47 %, украинский язык — 42,99 %, идиш — 4,58 %
  - г. Луганск — русский язык — 68,16 %, украинский язык — 19,12 %, идиш — 7,10 %, белорусский язык — 3,51 %

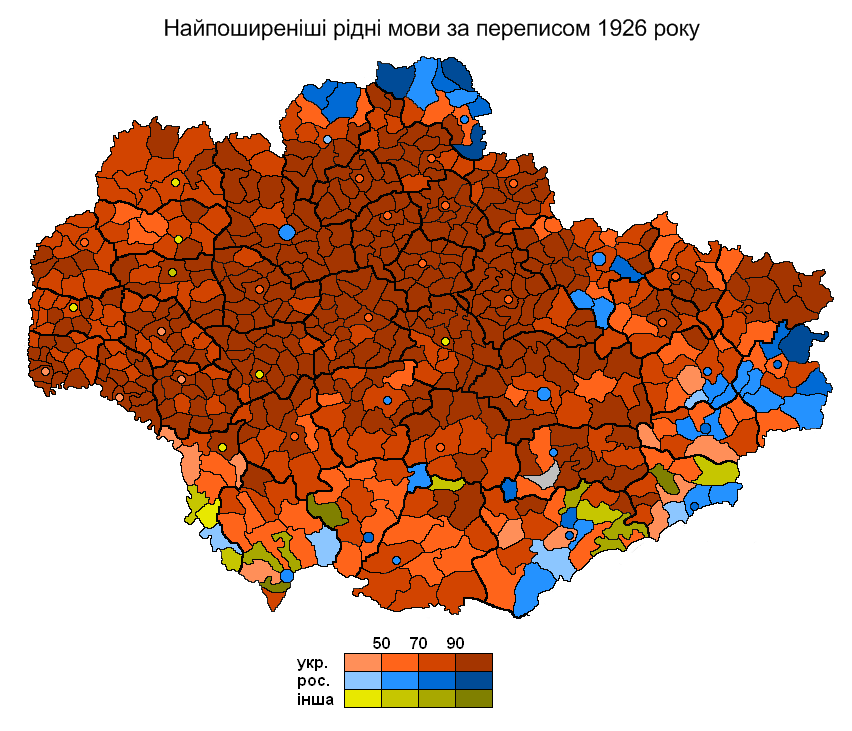
Самый распространённый родной язык в районах Украинской ССР по данным переписи 1926 года

Всесоюзная перепись населения 1926 года показала различие между долей этнических украинцев и украиноязычных в тогдашних административных единицах, занимавших бо́льшую часть территорий современной Луганской области:
- Старобельский округ (480 378 человек):
  - украинцы — 89,3 %, русские — 10,2 %
  - украинский язык — 88,0 %, русский язык — 11,4 %
- Луганский округ (614 431 человек):
  - украинцы — 51,7 %, русские — 42,8 %
  - украинский язык — 38,0 %, русский язык — 57,5 %

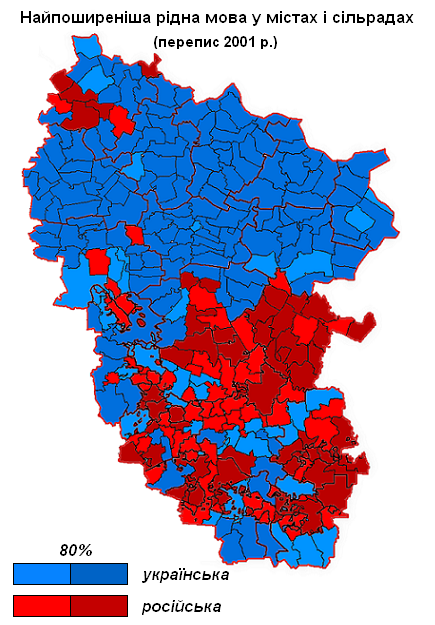
Самый распространённый родной язык в муниципалитетах Луганской области по переписи 2001 года

Вследствие проводимой во времена СССР русификации Украины доля украиноязычных в населении Луганской области резко уменьшалась, а доля русскоязычных — возрастала. Родной язык населения Луганской области по результатам переписей населения советских времён, %
|            | 1959 | 1970 | 1979 | 1989 |
| ---------- | ---- | ---- | ---- | ---- |
| Украинский | 50,5 | 43,4 | 38,3 | 34,9 |
| Русский    | 48,7 | 55,3 | 60,5 | 63,9 |
| Другие     | 0,8  | 1,3  | 1,2  | 1,2  |

Родной язык населения Луганской области по данным переписи 2001 года:
|                          | Украинский | Русский |
| ------------------------ | ---------- | ------- |
| Луганская область        | 30,0       | 68,8    |
| Луганск (горсовет)       | 14,3       | 84,7    |
| Антрацит (горсовет)      | 13,9       | 83,7    |
| Брянка (горсовет)        | 14,0       | 85,7    |
| Кировск (горсовет)       | 20,3       | 79,3    |
| г. Алчевск               | 15,3       | 83,6    |
| Краснодон (горсовет)     | 8,3        | 91,1    |
| Красный Луч (горсовет)   | 14,7       | 83,6    |
| Лисичанск (горсовет)     | 35,3       | 62,9    |
| Первомайск (горсовет)    | 37,9       | 57,1    |
| Ровеньки (горсовет)      | 21,2       | 78,3    |
| г. Рубежное              | 39,0       | 60,1    |
| Свердловск (горсовет)    | 14,2       | 83,5    |
| Северодонецк (горсовет)  | 28,3       | 70,8    |
| Стаханов (горсовет)      | 14,4       | 83,8    |
| Антрацитовский район     | 46,5       | 53,1    |
| Беловодский район        | 84,2       | 15,6    |
| Белокуракинский район    | 91,4       | 8,4     |
| Краснодонский район      | 27,3       | 72,3    |
| Кременской район         | 78,7       | 20,8    |
| Лутугинский район        | 49,3       | 49,8    |
| Марковский район         | 93,8       | 5,8     |
| Меловский район          | 73,8       | 24,1    |
| Новоайдарский район      | 46,0       | 53,6    |
| Новопсковский район      | 92,2       | 7,5     |
| Перевальский район       | 23,2       | 76,4    |
| Попаснянский район       | 64,1       | 35,6    |
| Сватовский район         | 91,8       | 7,6     |
| Свердловский район       | 56,0       | 41,3    |
| Славяносербский район    | 38,9       | 60,4    |
| Станично-Луганский район | 14,2       | 85,1    |
| Старобельский район      | 79,2       | 20,5    |
| Троицкий район           | 62,8       | 36,9    |

### В независимой Украине
По переписи 2001 года, русский язык посчитали родным 68,8 % населения области. По сравнению с предыдущей переписью населения 1989 года этот показатель возрос на 4,9 процентного пункта. Среди представителей этой этнической группы в 2001 году украинский язык назвали родным 50,4 %, а русский 49,4 %. Несмотря на политику украинизации, которая продолжалась вплоть до принятия закона о региональных языках в июле 2012 года, доля тех кто считал украинский язык родным за межпереписной период сократилась с 34,9 % до 30,0 % населения, несмотря на рост доли людей, назвавших себя этническими украинцами. Удельный вес других языков, указанных как родныe, за период между переписями, не изменился и составлял 0,03 %.

### Динамика соотношения языков преподавания в школах Луганской области
| - Доля учащихся в школах с украинским языком обучения в 1991/92 учебном году. - Отношение доли учащихся в школах с украинским языком обучения в 1991/92 учебном году к доле населения, назвавшего родным украинский язык во время переписи 1989 года. |

| Язык преподавания, % числа учеников | 1991 | 1992 | 1993 | 1994 | 1995 | 1996 | 1997 | 1998 | 2004 | 2005 | 2006 | 2007 | 2009 | 2011 | 2012 | 2013 |
| Русский                             | 93,3 | 92,7 | 91,6 | 91,3 | 90,8 | 90,0 | 89,0 | 87,0 | 70,3 | 70,0 | 67,0 | 63,0 | 51,5 | 51,9 | 51,7 | 52,4 |
| Украинский                          | 6,7  | 7,3  | 8,4  | 8,7  | 9,2  | 10,0 | 11,0 | 13,0 | 29,5 | 30,0 | 33,0 | 37,0 | 48,5 | 48,1 | 48,3 | 47,6 |

Языковая ситуация в Луганской области осложнена политико-административными перекосами то в сторону украинизации, то в сторону русификации. Процент этнических украинцев, считающих родным украинский язык, в 1959-м году достигал 87,6 %, но к 2001-му опустился до 50,4 %. При этом русский язык в 2001 году считали родным 36,2 % селян и 74,5 % горожан. Несмотря на то, что на украинском с 2008 года обучается почти половина школьников области, не более 20 % выпускников сдают экзамены на нём. Одной из причин является то, что часто в формально украиноязычных классах образовательный процесс осуществляется на русском языке.
В 2010 году 54,2 % школьников области учились на русском языке. В самом Луганске (87 %), в Алчевске (72 %), в г.Брянка (67 %), в г. Рубежное (58 %), в Лисичанске (56 %), в районах: Перевальский район (77 %), Лутугинский район (73 %) и Станично-Луганский район (68 %).

### Во время российско-украинской войны (с 2014)
С 2014 года, в ходе российско-украинской войны, находящаяся под российской оккупацией часть Луганской области подвергается русификации.
В подконтрольной России ЛНР, установившей фактический контроль над 40 % Луганской области, с 2014 по 2020 год было два государственных языка: русский и украинский. При этом официальным языком делопроизводства во всех органах государственной власти и органах местного самоуправления в республике являлся только русский, которому отдавался приоритет; в частности было объявлено о переводе всех дорожных знаков на территории республики на русский язык. Русский также преобладал и в сфере образования, хотя украинский продолжал оставаться в образовательных программах.
С 3 июня 2020 года русский язык является единственным государственным языком ЛНР.
30 сентября 2022 года Россия объявила об аннексии ранее оккупированных ею территорий Украины, включая подконтрольную ей часть Луганской области. На упомянутых территориях проводится насильственная русификация: украинские учебники оказались под запретом, в школах уроки ведутся только на русском языке, в то время как желающие получать образование на украинском вынуждены делать это втайне от оккупационных властей.
20 мая 2024 года решением Луганской областной государственной администрации в Луганской области утверждена «Региональная целевая программа развития и функционирования украинского языка как государственного во всех сферах общественной жизни Луганской области на 2024—2028 годы», главной целью которой является усиление позиций украинского языка в регионе.

## Территориальное распределение
Лица, считающие тот или иной язык родным, распределены по территории области неравномерно: сельское население области, сосредоточенное в северной части региона, а также жители городов Сватово, Старобельск и Кременная, преимущественно украиноязычны (за исключением Станично-Луганского района). В то же время бо́льшая часть населения урбанизированного юга области, в том числе 85 % жителей областного центра г. Луганск, назвали русский язык родным. После принятия закона о языках 2012 года русский язык получил статус регионального на большей части территории области. Исключения составили Белокуракинский, Марковский, Новопсковский и Сватовский районы, где русский язык считают родным менее 10 процентов жителей. Согласно данным Всеукраинской переписи населения 2001 г., 19,1 процента жителей Меловского района области назвали русский язык родным. Руководствуясь этим, 22 августа 2012 года местный райсовет принял решения о предоставлении русскому языку статуса регионального. 28 февраля 2018 года закон признан неконституционным и утратил силу.

## Опросы и исследования
По данным исследований, проведённых социологической службой Центра Разумкова в 2006—2007 годах, 8,9 % респондентов из Луганской области считали своим родным языком только украинский, 56 % — только русский, одновременно украинский и русский языки — 34,1 %. 6,7 % опрошенных считали, что украинский язык должен быть единственным официальным на всей территории Украины, в то время как 55,6 % придерживались мнения, что русскому должен быть предоставлен статус второго государственного языка. В результатах исследований не упоминается доля респондентов из Луганской области, считавших, что украинский язык должен быть единственным государственным, а русский — вторым официальным в некоторых регионах страны.
По данным исследования Киевского международного института социологии, проведённого 8—16 апреля 2014 года, 31,8 % респондентов из Луганской области не согласились с утверждением о том, что «Россия справедливо защищает интересы русскоязычных граждан на юго-востоке», 44,2 % — согласились. С утверждением о том, что «в Украине ущемляются права русскоязычного населения», не согласились 60,8 % опрошенных, согласились — 29,5 %. С утверждением о том, что в Луганской области ущемляются права украиноязычного населения, не согласились 90,6 % респондентов, 3,5 % — согласились.
По данным исследования, проведённого социологической службой Центра Разумкова с 11 по 23 декабря 2015 года, 31 % респондентов из свободной от российской оккупации части Луганской области считали своим родным языком только украинский, 33 % — только русский, одновременно украинский и русский языки — 35 %. 29 % опрошенных считали, что украинский язык должен быть единственным официальным на всей территории Украины. 29 % считали, что украинский язык должен быть единственным государственным, а русский — вторым официальным в некоторых регионах страны. 32 % придерживались мнения, что русскому должен быть предоставлен статус второго государственного языка. 69 % респондентов из свободной от российской оккупации части Луганской области согласились с утверждением, что каждый гражданин Украины, независимо от его этнического происхождения, должен владеть украинским языком в объёме, достаточном для повседневного общения, знать основы украинской истории и культуры, 22 % — не согласились.
По данным опроса, проведённого Социологической группой «Рейтинг» с 16 ноября по 10 декабря 2018 года в рамках проекта «Портрети Регіонів», 31 % жителей свободной на тот момент от российской оккупации части Луганской области считали, что украинский язык должен быть единственным государственным языком на всей территории Украины. 28 % считали, что украинский язык должен быть единственным государственным языком, а русский — вторым официальным в некоторых регионах страны. 39 % считали, что русский должен стать вторым государственным языком страны. 2 % затруднились с ответом.
По данным исследования Центра контент-анализа, проведённого в период с 15 августа по 15 сентября 2024 года, темой которого стало соотношение украинского и русского языков в украинском сегменте социальных сетей, в Луганской области (в том числе и на оккупированной Россией её части) на украинском языке писалось 3,7 % сообщений (в 2023 году — 4,5 %, в 2022 году — 3,4 %, в 2020 году — 4,8 %), на русском — 96,3 % (в 2023 году — 95,5 %, в 2022 году — 96,6 %, в 2020 году — 95,2 %).

### Комментарии
1. ↑  Впрочем, были известны и случаи использования украинского языка в деятельности государственных органов[23]